# Доктор Кто (10-й сезон)
Премьера десятого сезона британского научно-фантастического телесериала «Доктор Кто» состоялась 15 апреля 2017 года на канале BBC One с показа серии «Пилот», а заключительный эпизод «Падение Доктора» вышел в эфир 1 июля 2017 года. О производстве сезона было объявлено 14 июля 2015 года. Его возглавили ведущий сценарист и исполнительный продюсер Стивен Моффат, а также исполнительный продюсер Брайан Минчин. Для них данный сезон стал третьим и последним сезоном в совместном производстве, а для Моффата в целом — шестым и последним в качестве шоураннера сериала. Сезон стал десятым по счёту со времени возвращения «Доктора Кто» на экраны в 2005 году и тридцать шестым за всю его историю.
Этот сезон стал третьим и последним с Питером Капальди в роли Двенадцатого Доктора — инопланетного Повелителя времени, который путешествует через пространство и время в своей ТАРДИС, принимающей вид британской полицейской будки 60-х годов XX века. 30 января 2017 года Капальди объявил, что покинет сериал в рождественском выпуске после десятого сезона. Новую спутницу Доктора Билл Поттс играет Пёрл Маки. Мэтт Лукас, появлявшийся в роли Нардола в двух спецвыпусках 2015 и 2016 года, вернулся как ещё один постоянный спутник. Сюжетная арка первой половины сезона вращается вокруг будней Доктора и Нардола в университете. Они оберегают Хранилище, где находится Мисси (Мишель Гомес), которую Доктор спас от казни и поклялся защищать в течение тысячи лет. Во второй половине сезона Мисси путешествует с командой ТАРДИС и в итоге заключает союз со своей предыдущей инкарнацией (Джон Симм) во время сражения с киберлюдьми на борту космического корабля с планеты Мондас.
Стивен Моффат написал сценарии для четырёх серий сезона и выступил в качестве соавтора одной. Среди других сценаристов присутствуют Фрэнк Коттрелл Бойс, Сара Доллард, Джейми Мэтисон, Питер Харнесс, Тоби Уитхауз, Марк Гейтисс и два новых в возрождённом сериале сценариста — Майк Бартлетт, а также Рона Манро, которая является автором последней серии классического сериала «Выживание». Сезон включает трёх ранее работавших над шоу режиссёров и трёх абсолютно новых. Съёмочный процесс начался 20 июня 2016 года и завершился 7 апреля 2017 года.

## Список серий
| № | #                                | Название                                                                             | Режиссёр                         | Сценарист                        | Зрителей (миллионов)             | Зрителей L+7 (миллионов)         | Дата выхода в эфир               | Индекс оценки (из 100)           |
| Рождественский спецвыпуск (2016) | Рождественский спецвыпуск (2016) | Рождественский спецвыпуск (2016)                                                     | Рождественский спецвыпуск (2016) | Рождественский спецвыпуск (2016) | Рождественский спецвыпуск (2016) | Рождественский спецвыпуск (2016) | Рождественский спецвыпуск (2016) | Рождественский спецвыпуск (2016) |
| --- | -------------------------------- | ------------------------------------------------------------------------------------ | -------------------------------- | -------------------------------- | -------------------------------- | -------------------------------- | -------------------------------- | -------------------------------- |
| 264 | —                                | «Возвращение Доктора Мистерио» «The Return of Doctor Mysterio»                       | Эд Базалджетт                    | Стивен Моффат                    | 7,83                             | 8,22                             | 25 декабря 2016                  | 82                               |
| Этим Рождеством Доктора ждёт эпическое приключение в Нью-Йорке в компании супергероя в маске. Способные обмениваться разумом пришельцы собираются вот-вот напасть, так что Доктор и Нардол объединяют свои силы с пытливым репортёром и таинственным человеком по прозвищу Призрак. Сможет ли Доктор спасти Манхэттен? И что откроется, когда маски будут сняты? |                                  |                                                                                      |                                  |                                  |                                  |                                  |                                  |                                  |
| 10 сезон |                                  |                                                                                      |                                  |                                  |                                  |                                  |                                  |                                  |
| 265 | 1                                | «Пилот» «The Pilot»                                                                  | Лоуренс Гоф                      | Стивен Моффат                    | 6,68                             | 7,24                             | 15 апреля 2017                   | 83                               |
| Два мира сталкиваются, когда Доктор знакомится с Билл. Случайная встреча с девушкой со звездой в глазу приводит к ужасающей погоне во времени и пространстве. Перед Билл открывается Вселенная, которая куда больше и интересней, чем она могла себе вообразить, но кто же такой Доктор, и в чём состоит их с Нардолом секретная миссия на Земле? |                                  |                                                                                      |                                  |                                  |                                  |                                  |                                  |                                  |
| 266 | 2                                | «Улыбнись» «Smile»                                                                   | Лоуренс Гоф                      | Фрэнк Коттрелл Бойс              | 5,98                             | 6,45                             | 22 апреля 2017                   | 83                               |
| В далёком будущем на краю галактики раскинулся блистающий прекрасный город. Говорят, что в этом новом поселении людей хранится секрет человеческого счастья, но единственные улыбки Доктор и Билл находят лишь на куче ухмыляющихся черепов. Нечто живое сокрыто в стенах, и под взором эмодзиботов из теней Доктор и Билл пытаются разгадать страшную тайну... |                                  |                                                                                      |                                  |                                  |                                  |                                  |                                  |                                  |
| 267 | 3                                | «Тонкий лёд» «Thin Ice»                                                              | Билл Андерсон                    | Сара Доллард                     | 5,61                             | 5,87                             | 29 апреля 2017                   | 84                               |
| В Англии эпохи Регентства подо льдом замёрзшей Темзы что-то шевелится. Доктор и Билл прибывают на последнюю морозную ярмарку и берутся за расследование серии необъяснимых исчезновений — люди пропадают прямо на льду! Билл предстоит узнать, что прошлое больше напоминает её мир, чем она предполагала, и что не все монстры родом из далёкого космоса... |                                  |                                                                                      |                                  |                                  |                                  |                                  |                                  |                                  |
| 268 | 4                                | «Тук-тук» «Knock Knock»                                                              | Билл Андерсон                    | Майк Бартлетт                    | 5,73                             | 6,2                              | 6 мая 2017                       | 83                               |
| Билл вместе со своими друзьями решают съехаться и находят для этого отличный дом. Ну и что с того, что его аренда стоит невероятно дёшево, а хозяин немного жутковат? Дует ветер, скрипят половицы, и Доктору кажется, что происходит что-то неладное. Что скрывается в странной башне в сердце дома, и почему туда никак нельзя попасть? |                                  |                                                                                      |                                  |                                  |                                  |                                  |                                  |                                  |
| 269 | 5                                | «Кислород» «Oxygen»                                                                  | Чарльз Палмер                    | Джейми Мэтисон                   | 5,27                             | 5,85                             | 13 мая 2017                      | 83                               |
| Доктор, Билл и Нардол откликаются на сигнал бедствия из глубокого космоса и оказываются в ловушке на борту космической станции «Горн бездны». Все, за исключением четырёх членов экипажа, были убиты, и погибшие всё ещё ходят. В будущем, где кислородом торгуют, а скафандры ценятся гораздо дороже своих носителей, команда ТАРДИС борется за выживание с самым худшим злом на свете.                                                                                           |                                  |                                                                                      |                                  |                                  |                                  |                                  |                                  |                                  |
| 270 | 6                                | «Экстремис» «Extremis»                                                               | Дэниел Неттхейм                  | Стивен Моффат                    | 5,53                             | 5,97                             | 20 мая 2017                      | 82                               |
| В тайной ватиканской библиотеке ереси Еретикум хранится древний том под названием «Veritas». За всю историю каждый, кто его когда-либо читал, тут же сводил счёты с жизнью. В интернете появилось новое толкование издания, и опасность разрастается. Ватикан просит помощи у Доктора. Прочтёт ли он «Veritas»? И удастся ли ему выжить, постигнув святую правду? |                                  |                                                                                      |                                  |                                  |                                  |                                  |                                  |                                  |
| 271 | 7                                | «Пирамида на краю света» «The Pyramid at the End of the World»                       | Дэниел Неттхейм                  | Питер Харнесс и Стивен Моффат    | 5,79                             | 6,16                             | 27 мая 2017                      | 82                               |
| Посреди зоны военных действий, где вот-вот сойдутся в борьбе войска Китая, России и Америки, расположилась пятитысячелетняя пирамида. В связи с этим всплывает множество затруднений, но Доктора больше всего интересует лишь одно: ещё вчера никакой пирамиды там и в помине не было. Доктору, Билл и Нардолу приходится столкнуться с инопланетным вторжением, подобного которому ещё не бывало, ведь этим пришельцам необходимо согласие человечества, чтобы начать завоевание. |                                  |                                                                                      |                                  |                                  |                                  |                                  |                                  |                                  |
| 272 | 8                                | «Положение» «The Lie of the Land»                                                    | Уэйн Йип                         | Тоби Уитхауз                     | 4,82                             | 5,29                             | 3 июня 2017                      | 82                               |
| Мир охвачен массовым заблуждением, и только Билл Поттс видит правду. Когда даже Доктор сражается не на той стороне, Билл предстоит убедить повелителя времени в том, что человечество находится в смертельной опасности. А если не удастся этого сделать, ей просто придётся убить своего лучшего друга. |                                  |                                                                                      |                                  |                                  |                                  |                                  |                                  |                                  |
| 273 | 9                                | «Императрица Марса» «Empress of Mars»                                                | Уэйн Йип                         | Марк Гейтисс                     | 5,02                             | 5,54                             | 10 июня 2017                     | 83                               |
| Доктор, Билл и Нардол прилетают на Марс в разгар невероятного конфликта между ледяными воинами и солдатами викторианской эпохи. Вокруг пробуждается марсианская орда, и Доктору предстоит исключительный выбор, ведь на этот раз завоевателями выступают люди, а не ледяные воины. Чью сторону он займёт, когда Земля идёт войной на Марс? |                                  |                                                                                      |                                  |                                  |                                  |                                  |                                  |                                  |
| 274 | 10                               | «Пожиратели света» «The Eaters of Light»                                             | Чарльз Палмер                    | Рона Манро                       | 4,73                             | 5,12                             | 17 июня 2017                     | 81                               |
| Давным-давно в туманах Шотландии исчез девятый легион римской армии. У Билл есть предположение о том, что с ним произошло, тогда как у Доктора — машина времени. Однако по прибытии в древний Абердиншир они находят угрозу пострашнее любого войска. На склоне холма в каирне есть проход, ведущий на край света. |                                  |                                                                                      |                                  |                                  |                                  |                                  |                                  |                                  |
| 275 | 1112                             | «Будь вечны наши жизни» «Падение Доктора» «World Enough and Time» «The Doctor Falls» | Рэйчел Талалэй                   | Стивен Моффат                    | 5,00 5,3                         | 5,32 5,6                         | 24 июня 2017 1 июля 2017         | 85 83                            |
| Дружеские побуждения приводят Доктора к самому опрометчивому решению в жизни. Оказавшись в ловушке на огромном космическом корабле, уходящем за горизонт событий чёрной дыры, он видит смерть того, кого поклялся защищать. Может ли он как-либо искупить свою ошибку? Или уже ничего нельзя изменить? На этот раз время против своего повелителя. Киберлюди с Мондаса восстают. Пришло время для последней битвы Доктора.                                                         |                                  |                                                                                      |                                  |                                  |                                  |                                  |                                  |                                  |
| Рождественский спецвыпуск (2017) |                                  |                                                                                      |                                  |                                  |                                  |                                  |                                  |                                  |
| 276 | —                                | «Дважды во времени» «Twice Upon a Time»                                              | Рэйчел Талалэй                   | Стивен Моффат                    | 7,92                             | 8,28                             | 25 декабря 2017                  | 81                               |
| Двое Докторов оказались в снежной арктической местности и отказываются регенерировать. Заколдованные стеклянные люди похищают своих жертв, застывших во времени. А один капитан, участвующий в Первой мировой войне, которому суждено погибнуть на поле боя, оставляет окопы, чтобы сыграть свою роль в истории Доктора. |                                  |                                                                                      |                                  |                                  |                                  |                                  |                                  |                                  |

### Мини-эпизоды
| Название                                                                   | Продолжительность | Режиссёр    | Сценарист     | Дата выхода    |
| -------------------------------------------------------------------------- | ----------------- | ----------- | ------------- | -------------- |
| «Друг из будущего» «Friend from the Future»                                | 2 минуты          | Лоуренс Гоф | Стивен Моффат | 23 апреля 2016 |
| Доктор и Билл бегством спасаются от далеков, когда их призывают в будущее. |                   |             |               |                |

## Актёрский состав

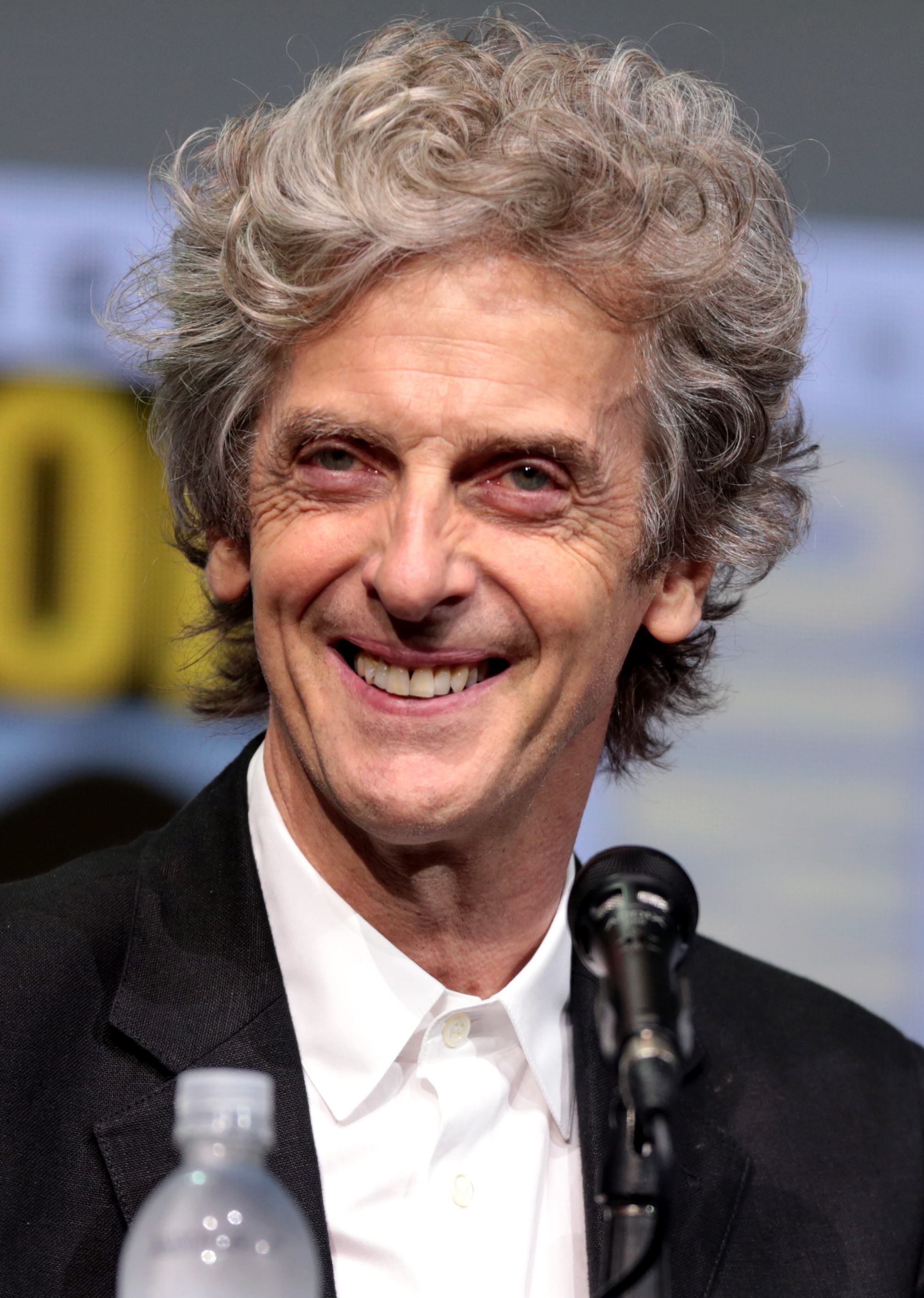
Питер Капальди на San Diego Comic-Con International после выхода своего третьего сезона в 2017 году

Десятый сезон стал третьим по счёту для Питера Капальди в роли двенадцатого воплощения Доктора. 30 января 2017 года актёр объявил, что покинет сериал после рождественского спецвыпуска 2017 года. В связи с уходом Дженны Коулман, играющей роль Клары Освальд, в конце девятого сезона в десятом сезоне у Доктора появился новый спутник. По словам Капальди в интервью от 19 марта 2016 года тот, кто составит Доктору компанию, уже выбран. Имя нового спутника стало известно 23 апреля 2016 года. Ей оказалась Пёрл Маки, которая сыграла спутницу Билл Поттс.
14 июня 2016 года было подтверждено о возвращении Мэтта Лукаса в роли Нардола из рождественского спецвыпуска «Мужья Ривер Сонг», который стал ещё одним постоянным спутником. Также участие в съёмках первого производственного блока сезона приняла Стефани Хайам. К ней присоединились такие актёры, как Мина Анвар, Ральф Литтл и Кайзер Ахтар. 16 августа было объявлено, что Дэвид Суше сыграет роль хозяина дома в четвёртом эпизоде.
В сентябре стало известно об участии Джастина Чэтвина в рождественском спецвыпуске «Возвращение Доктора Мистерио». К нему присоединились Чарити Уэйкфилд, Адетомива Едун, Александр Йованович и Логан Хоффман. 16 ноября был объявлен актёрский состав пятой серии, куда вошли Киран Бью, Джастин Сэлинджер, Питер Колфилд, Мими Дивени и Кэти Брэйбен, тогда как в съёмках десятой серии приняли участие Ребекка Бенсон, Дэниел Керр, Брайан Вернел, Бен Хантер, Аарон Фагура, Сэм Адевунми и Билли Мэттьюз.
Мишель Гомес подтвердила, что вновь вернётся к роли Мисси, женского воплощения Мастера. 6 апреля 2017 года было официально подтверждено о возвращении Джона Симма в роли Мастера, который присоединился к нынешней инкарнации этого персонажа в исполнении Гомес. В последний раз актёр появлялся в своей роли в спецвыпуске 2010 года «Конец времени». 16 мая 2017 года Гомес подтвердила, что покинет сериал вместе с Капальди и Моффатом. Также в мае 2017 года стало известно, что Саманта Спиро получила роль в новом сезоне. В финале сезона «Падение Доктора» состоялось появление Дэвида Брэдли в роли Первого Доктора, который также принял участие в рождественском выпуске «Дважды во времени». Помимо этого Марк Гейтисс исполнил в эпизоде роль капитана времён Первой мировой войны.

## Производство

### Сценарии и разработка
14 июля 2015 года в годовом отчёте BBC Worldwide было подтверждено о продлении сериала на десятый сезон. 22 января 2016 года было объявлено, что десятый сезон станет последним для Стивена Моффата на посту ведущего сценариста и исполнительного продюсера сериала. После него в 2018 году новым шоураннером станет Крис Чибнелл.
В выпуске Doctor Who Magazine № 500 в мае 2016 года Стивен Моффат подтвердил, что напишет первую, десятую, одиннадцатую и двенадцатую серии сезона. Помимо этого он добавил, что десятый сезон большей частью будет состоять из одиночных историй, хотя и не обойдётся без двухсерийных. Моффат также написал сценарий к рождественскому спецвыпуску 2017 года после десятого сезона.
6 июня 2016 года Марк Гейтисс подтвердил, что напишет одну серию. В итоге она оказалась десятой по счёту, которую первоначально должен был писать Моффат. В 2015 году Гейтисс обсуждал возможность создания сиквела к серии предыдущего сезона «Не спите больше», однако позднее подтвердил, что в десятом сезоне он не планируется. Вместо этого в его эпизоде состоялось возвращение ледяных воинов, ранее появлявшихся при Втором и Третьем Докторах и в серии седьмого сезона «Холодная война», также написанной Гейтиссом.
Сценаристом второго эпизода выступил Фрэнк Коттрелл Бойс, в прошлом написавший серию для восьмого сезона. Вновь вернулась Сара Доллард, прежде писавшая эпизод к девятому сезону. Помимо этого над десятым сезоном поработает новый сценарист Майк Бартлетт. Сценаристом пятой серии стал Джейми Мэтисон, написавший три эпизода для восьмого и девятого сезонов.
В октябре 2016 года Моффат объявил, что впервые в возрождённом сериале один из сценаристов классического «Доктора Кто» (1963—1989 гг.) напишет серию для нового сезона. Позднее стало известно, что им оказалась Рона Манро, которая является автором последней серии заключительного двадцать шестого сезона оригинального сериала.
Над сценариями пятого съёмочного блока поработали Стивен Моффат и Питер Харнесс. Сценарий к восьмой серии написал Тоби Уитхауз. Также в марте 2017 года Уитхауз подтвердил, что его эпизод является частью одной сюжетной арки наряду с сериями Моффата и Харнесса из предыдущего производственного блока, хотя все они считаются как одиночные истории.

### Съёмки
Съёмки десятого сезона начались 20 июня 2016 года в Кардиффе. 13 апреля 2016 года в качестве мини-эпизода был отснят специальный отрывок под названием «Друг из будущего», в котором были представлены Доктор и его новая спутница Билл.
Режиссёром первых двух эпизодов сезона стал Лоуренс Гоф. Первая читка сценария состоялась 14 июня 2016 года. Часть съёмок внешних сцен второй серии проходила в Городе искусств и наук в Валенсии, Испания. Съёмки первого производственного блока завершились 28 июля 2016 года. Работа над вторым блоком под руководством режиссёра Билла Андерсона началась 1 августа. 5 сентября стартовали съёмки рождественского спецвыпуска 2016 года «Возвращение Доктора Мистерио», режиссёром которого выступил Эд Базалджетт. Пятая и десятая серии сезона, работа над которыми проходила с октября по ноябрь, были отданы Чарльзу Палмеру. 23 ноября начались съёмки пятого производственного блока, режиссёром которого стал Дэниел Неттхейм. В ходе съёмок этого блока в декабре команда сериала вновь посетила остров Тенерифе в Испании. Режиссёром восьмого и девятого эпизодов, съёмки которых стартовали в январе 2017 года, был назначен Уэйн Йип. 6 марта было подтверждено, что началась работа над финалом 10 сезона, в котором впервые за более чем 50 лет вернутся оригинальные киберлюди с планеты Мондас. Режиссёром этого финала, как и предыдущих двух, стала Рэйчел Талалэй. Съёмочный процесс сезона завершился 7 апреля 2017 года. Рождественский спецвыпуск 2017 года снимался с 12 июня по 10 июля 2017 года, также под руководством Талалэй.
Производственные блоки в хронологическом порядке:
| Блок | Эпизод                                    | Режиссёр        | Сценарист                                   | Продюсер     |
| ---- | ----------------------------------------- | --------------- | ------------------------------------------- | ------------ |
| 1    | «Пилот» «Улыбнись»                        | Лоуренс Гоф     | Стивен Моффат Фрэнк Коттрелл Бойс           | Питер Беннет |
| 2    | «Тонкий лёд» «Тук-тук»                    | Билл Андерсон   | Сара Доллард Майк Бартлетт                  | Никки Уилсон |
| 3    | «Возвращение Доктора Мистерио»            | Эд Базалджетт   | Стивен Моффат                               | Питер Беннет |
| 4    | «Кислород» «Пожиратели света»             | Чарльз Палмер   | Джейми Мэтисон Рона Манро                   | Никки Уилсон |
| 5    | «Экстремис» «Пирамида на краю света»      | Дэниел Неттхейм | Стивен Моффат Питер Харнесс и Стивен Моффат | Питер Беннет |
| 6    | «Положение» «Императрица Марса»           | Уэйн Йип        | Тоби Уитхауз Марк Гейтисс                   | Никки Уилсон |
| 7    | «Будь вечны наши жизни» «Падение Доктора» | Рэйчел Талалэй  | Стивен Моффат                               | Питер Беннет |
| X    | Дважды во времени                         | Рэйчел Талалэй  | Стивен Моффат                               | Питер Беннет |

## Рекламная кампания
23 апреля 2016 года в прайм-тайм в перерыве между таймами полуфинального матча Кубка Англии 2016 был показан специальный проморолик «Друг из будущего», в котором Билл была представлена как новая спутница Доктора. После этого на официальном сайте сериала были опубликованы три промофото, на одном из которых была изображена Маки, тогда как на двух других она была запечатлена вместе с Капальди. 6 и 7 октября Питер Капальди, Пёрл Маки, Мэтт Лукас и Стивен Моффат посетили комик-кон в Нью-Йорке в поддержку сезона.
После премьеры рождественского спецвыпуска «Возвращение Доктора Мистерио» 25 декабря был выпущен первый официальный трейлер к десятому сезону, содержащий кадры из первых шести серий. 25 февраля 2017 года состоялся выход второго трейлера к сезону. Днём 13 марта BBC выложили новое промофото с Капальди, Маки и Лукасом, а также подтвердили название первого эпизода «Пилот». Вечером того же дня в перерыве между таймами четвертьфинала Кубка Англии 2017 был транслирован полноценный 60-секундный трейлер к десятому сезону. После этого на официальном сайте BBC Worldwide появились три фотографии со сценами из первой серии.
В преддверии выхода сезона были выпущены пять тизеров — 30 марта, 1 апреля, 5 апреля, 7 апреля и 13 апреля, которые позже были объединены в один трейлер. 31 марта BBC America показали совместный трейлер «Доктора Кто» и «Класса». В тот же день на BBC News вышло интервью с Маки, в котором содержался отрывок из первого эпизода. 1 апреля стали доступны девять новых промо с тремя главными героями. 3 апреля был продемонстрирован ещё один трейлер к сезону. На следующий день состоялся показ «Пилота» для представителей прессы. 9 апреля Питер Капальди, Пёрл Маки, Стивен Моффат и Брайан Минчин появились на телевизионном фестивале BFI & Radio Times в Лондоне, где также был показан видеоклип с нарезкой моментов из нового сезона. Утром 12 апреля Капальди, Маки и Моффат посетили лондонский Саут-Банк в поддержку сезона, где на берегу Темзы был нарисован специальный 3D стрит-арт рядом с моделью ТАРДИС. После премьеры «Пилота» 15 апреля был выпущен очередной трейлер к сезону.
24 июня 2017 года одновременно с трансляцией первой части финала сезона «Будь вечны наши жизни» по телевидению впервые состоялся особый показ эпизода под живой аккомпанемент Уэльского национального оркестра BBC, который был проведён в Уэльском Миллениум-центре. Также концерт «Доктор Кто: Финальный отсчёт» включал в себя эксклюзивную панель Q&A с Пёрл Маки и Стивеном Моффатом. 23 июля 2017 года была проведена панель с Капальди, Маки, Гомес, Лукасом, Моффатом и Гейтиссом на San Diego Comic-Con International, где было подтверждено название рождественского выпуска «Дважды во времени», а также выпущен трейлер и первые промофотографии к эпизоду.

## Показ

### Рейтинги
| №  | Название                       | Дата выхода в эфир | Начальный рейтинг  | Начальный рейтинг | Сводный рейтинг    | Сводный рейтинг | Всего зрителей (миллионов) | Индекс оценки | Прим.                |
| №  | Название                       | Дата выхода в эфир | Зрители (миллионы) | Место             | Зрители (миллионы) | Место           | Всего зрителей (миллионов) | Индекс оценки | Прим.                |
| -- | ------------------------------ | ------------------ | ------------------ | ----------------- | ------------------ | --------------- | -------------------------- | ------------- | -------------------- |
| —  | «Возвращение Доктора Мистерио» | 25 декабря 2016    | 5,68               | 6                 | 2,25               | 5               | 7,83                       | 82            | [ 3 ] [ 98 ] [ 99 ]  |
| 1  | «Пилот»                        | 15 апреля 2017     | 4,64               | 2                 | 2,04               | 3               | 6,68                       | 83            | [ 3 ] [ 98 ] [ 100 ] |
| 2  | «Улыбнись»                     | 22 апреля 2017     | 4,25               | 4                 | 1,73               | 8               | 5,98                       | 83            | [ 3 ] [ 98 ] [ 101 ] |
| 3  | «Тонкий лёд»                   | 29 апреля 2017     | 3,76               | 4                 | 1,85               | 10              | 5,61                       | 84            | [ 3 ] [ 98 ] [ 102 ] |
| 4  | «Тук-тук»                      | 6 мая 2017         | 4,32               | 1                 | 1,41               | 7               | 5,73                       | 83            | [ 3 ] [ 98 ] [ 103 ] |
| 5  | «Кислород»                     | 13 мая 2017        | 3,57               | 4                 | 1,7                | 11              | 5,27                       | 83            | [ 3 ] [ 98 ] [ 104 ] |
| 6  | «Экстремис»                    | 20 мая 2017        | 4,16               | 3                 | 1,37               | 8               | 5,53                       | 82            | [ 3 ] [ 98 ] [ 105 ] |
| 7  | «Пирамида на краю света»       | 27 мая 2017        | 4,01               | 2                 | 1,78               | 6               | 5,79                       | 82            | [ 3 ] [ 98 ] [ 106 ] |
| 8  | «Положение»                    | 3 июня 2017        | 3,01               | 4                 | 1,81               | 9               | 4,82                       | 82            | [ 3 ] [ 98 ] [ 107 ] |
| 9  | «Императрица Марса»            | 10 июня 2017       | 3,58               | 6                 | 1,44               | 11              | 5,02                       | 83            | [ 3 ] [ 98 ] [ 108 ] |
| 10 | «Пожиратели света»             | 17 июня 2017       | 2,89               | 4                 | 1,84               | 11              | 4,73                       | 81            | [ 3 ] [ 98 ] [ 109 ] |
| 11 | «Будь вечны наши жизни»        | 24 июня 2017       | 3,37               | 3                 | 1,63               | 9               | 5                          | 85            | [ 3 ] [ 98 ] [ 110 ] |
| 12 | «Падение Доктора»              | 1 июля 2017        | 3,75               | 3                 | 1,55               | 8               | 5,3                        | 83            | [ 3 ] [ 98 ] [ 111 ] |
| —  | «Дважды во времени»            | 25 декабря 2017    | 5,66               | 5                 | 2,26               | 6               | 7,92                       | 81            | [ 3 ] [ 98 ] [ 112 ] |

### Издания на DVD и Blu-ray
Рождественский спецвыпуск «Возвращение Доктора Мистерио» был выпущен отдельным изданием на DVD и Blu-ray 23 января (Регион 2), 21 февраля (Регион 1) и 22 февраля 2017 года (Регион 4). Выход первых шести серий сезона состоялся 29 мая (Регион 2), 6 июня (Регион 1) и 31 мая 2017 года (Регион 4). Вторая половина сезона, состоящая также из шести эпизодов, вышла 24 июля (Регион 2), 1 августа (Регион 1) и 26 июля 2017 года (Регион 4). Издание полного десятого сезона, включающее спецвыпуск «Возвращение Доктора Мистерио», увидело свет 7 ноября (Регион 1), 13 ноября (Регион 2) и 29 ноября 2017 года (Регион 4). Взамен выпусков программы «Доктор Кто: Дополнительно» релиз на DVD содержит «Взгляд изнутри» к каждому эпизоду, включающий в себя закадровые видео со съёмок, интервью с актёрами и создателями, информацию о производстве, а также выпуски программы «Доктор Кто: Фан-шоу».
| Доктор Кто: Полный десятый сезон | | | | | |
| Информация об издании | Информация об издании | Дополнительный контент | Дополнительный контент | Дополнительный контент | Дополнительный контент |
| - 13 эпизодов - Включая «Возвращение Доктора Мистерио» - Набор из 6 дисков (DVD и Blu-ray) - Формат изображения 16:9 - Английские субтитры | - 13 эпизодов - Включая «Возвращение Доктора Мистерио» - Набор из 6 дисков (DVD и Blu-ray) - Формат изображения 16:9 - Английские субтитры | - Аудиокомментарии - Удалённые сцены - Бинауральное издание эпизода «Тук-тук» - Выпуск «Доктор Кто: Дополнительно» к эпизоду «Возвращение Доктора Мистерио» - «Взгляд изнутри» к каждому эпизоду - Выпуски «Доктор Кто: Фан-шоу» - 7 документальных эпизодов - Концерт «Доктор Кто: Финальный отсчёт» | - Аудиокомментарии - Удалённые сцены - Бинауральное издание эпизода «Тук-тук» - Выпуск «Доктор Кто: Дополнительно» к эпизоду «Возвращение Доктора Мистерио» - «Взгляд изнутри» к каждому эпизоду - Выпуски «Доктор Кто: Фан-шоу» - 7 документальных эпизодов - Концерт «Доктор Кто: Финальный отсчёт» | - Аудиокомментарии - Удалённые сцены - Бинауральное издание эпизода «Тук-тук» - Выпуск «Доктор Кто: Дополнительно» к эпизоду «Возвращение Доктора Мистерио» - «Взгляд изнутри» к каждому эпизоду - Выпуски «Доктор Кто: Фан-шоу» - 7 документальных эпизодов - Концерт «Доктор Кто: Финальный отсчёт» | - Аудиокомментарии - Удалённые сцены - Бинауральное издание эпизода «Тук-тук» - Выпуск «Доктор Кто: Дополнительно» к эпизоду «Возвращение Доктора Мистерио» - «Взгляд изнутри» к каждому эпизоду - Выпуски «Доктор Кто: Фан-шоу» - 7 документальных эпизодов - Концерт «Доктор Кто: Финальный отсчёт» |
| Даты выхода на DVD | | | | | |
| Регион 1 | Регион 1 | Регион 2 | Регион 2 | Регион 4 | Регион 4 |
| 7 ноября 2017 года | 7 ноября 2017 года | 13 ноября 2017 | 13 ноября 2017 | 29 ноября 2017 | 29 ноября 2017 |

## Критика и отзывы
Десятый сезон удостоился одобрительной реакции критиков. Он имеет 88 % рейтинг на агрегаторе рецензий Rotten Tomatoes со средней оценкой 7,54 из 10 на основе 13 обзоров. Отзывы к отдельным сериям сезона также в целом положительные, их рейтинг варьируется от 83 до 100 %. Четыре серии имеют наивысший показатель в 100 %: «Кислород», «Пожиратели света» и «Будь вечны наши жизни»/«Падение Доктора». Финальные серии многие критики посчитали лучшими за последние несколько лет, а также достойным завершением сезона. Помимо этого они уделили внимание «Экстремису», назвав его «уникальным и амбициозным эпизодом».
Вдобавок в сезоне дебютировала новая спутница Доктора Билл Поттс в исполнении Пёрл Маки. О работе актрисы отзывались в большинстве своём благоприятно, отметив, что она «привнесла энергию, отличную от других спутниц возрождённого сериала», описывая Билл «замечательной сменой темпа», как её игра «стабильно честная, без причуд», а некоторые сцены были «душераздирающими и пробивающими на слезу». Противоречивые темы, такие как расизм, капитализм, присутствующие в некоторых сериях сезона, тоже были встречены позитивно.